# Thượng sĩ

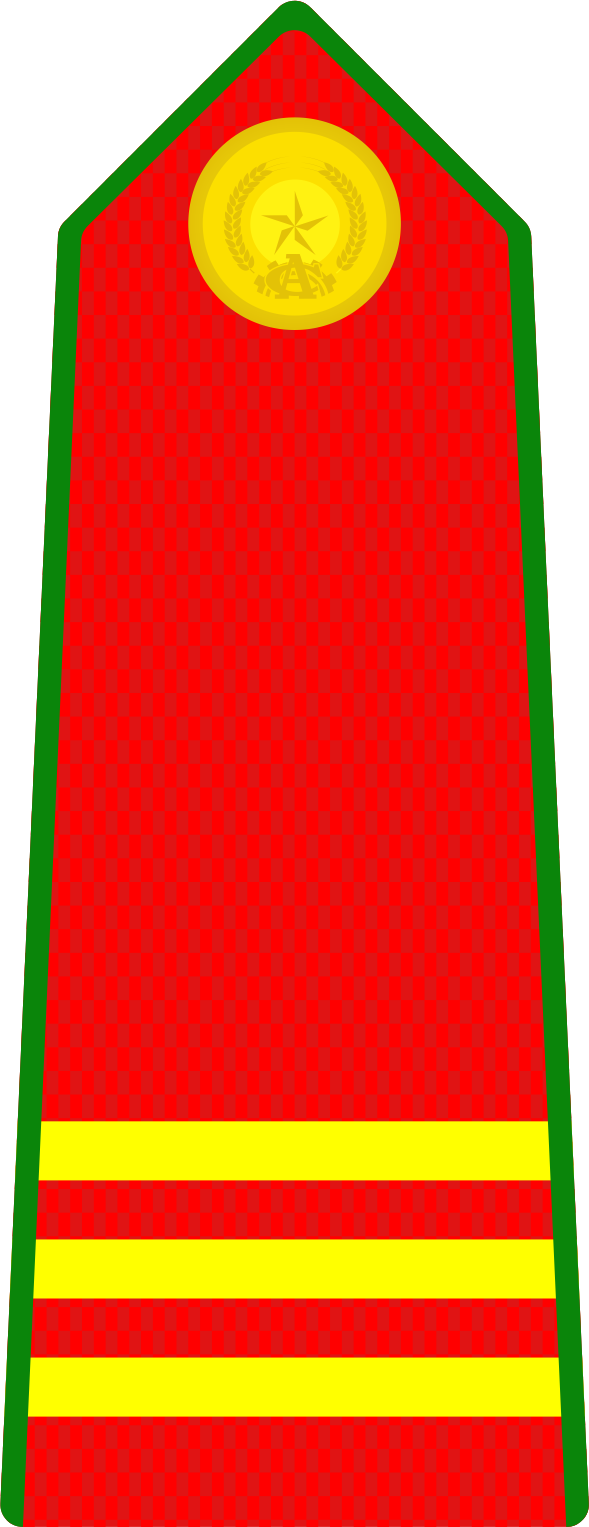
Cầu vai Thượng sĩ CAND Việt Nam

Cầu vai Thượng sĩ QĐND Việt Nam

Thượng sĩ (H3) là một cấp bậc trong hệ quân hàm hạ sĩ quan được sử dụng trong các lực lượng vũ trang của một số nước. Nó cũng thường là một cấp bậc của cảnh sát ở một số nước.

## Việt Nam
Ở Việt Nam đây là quân hàm bậc cao nhất trong hệ quân hàm dành cho hạ sĩ quan (Hạ sĩ -> Trung sĩ -> Thượng sĩ). Công dân hoàn thành chương trình huấn luyện bậc cao đẳng của Lực Lượng vũ trang nhân dân hệ cao đẳng (3 năm) sẽ được cấp quân hàm Thượng sĩ. Tuy nhiên, công dân hoàn thành khóa đào tạo cao đẳng chỉ có thể đạt quân hàm tối đa là Trung tá, sẽ phải được đào tạo thêm nếu muốn được tiếp tục thăng quân hàm.
-Tốt nghiệp Cao đẳng Công An nhân Dân được phong cấp Thượng sĩ.
- Công dân tốt nghiệp Đại học ngoài có nguyện vọng muốn gia nhập Lực Lượng vũ trang nhân dân sẽ theo học các lớp đào tạo nghiệp vụ ngắn nạn:
+ Đối với Quân đội: 4 tháng
+ Đối với Công an: 6 - 7 Tháng
Trong quá trình huấn luyện công dân sẽ được hưởng chế độ như một Thượng sĩ chính quy của ngành.
Quân hàm Thượng sĩ có dạng 3 vạch ngang "|||" Màu đỏ đối với Quân đội và màu vàng đối với Công an.